# 2004 w muzyce
Wydarzenia muzyczne w 2004 roku.

## Wydarzenia
- Rozpad zespołu Kazik na Żywo
- Najlepiej sprzedającym się album roku stał się Confessions Ushera. Sprzedał się w nakładzie bliskim 20 mln egzemplarzy
- Pojawiał się pierwszy album znanego amerykańskiego rapera Kanye Westa. Krążek zatytułowany The College Dropout
- Założenie dance-punkowego zespołu Late of the Pier[1]
- Założenie indierockowego zespołu The Rakes[2]

### Koncerty
- 4 grudnia – Client i IAMX – Szczecin

## Urodzili się
- 5 stycznia – 2hollis, właśc. Hollis Frazier-Herndon, amerykański raper, piosenkarz, autor tekstów i producent muzyczny
- 11 stycznia – Marko Bošnjak, bośniacko-chorwacki piosenkarz
- 26 stycznia – Sullyoon, południowokoreańska piosenkarka i tancerka, członkini zespołu Nmixx
- 3 lutego – Rei Naoi, japońska raperka i piosenkarka, członkini zespołu Ive
- 24 lutego – ElyOtto, właśc. Elliott Platt, kanadyjski muzyk
- 10 marca – 9lives, właśc. Maxwell Warren Jardine, nowozelandzki muzyk, autor tekstów i producent muzyczny
- 20 marca – Belle, właśc. Shim Hyewon, południowokoreańsko-amerykańska piosenkarka i autorka tekstów, członkini zespołu Kiss of Life
- 27 marca
  - Enso, właśc. Alan Krupa, polski raper
  - Amira Willighagen, holenderska śpiewaczka operowa (sopran)
- 30 marca – Juli Chan, właśc. Julia Chmielarska, polska piosenkarka popowa, autorka tekstów i kompozytorka
- 6 kwietnia – 1nonly, właśc. Nathan Scott Fuller, amerykański raper
- 7 kwietnia – Henry Moodie, brytyjski piosenkarz i autor tekstów
- 15 kwietnia – Jewa Gieworgian, rosyjsko-armeńska pianistka
- 16 kwietnia – Jini, właśc. Choi Yunjin południowokoreańska piosenkarka, raperka i tancerka
- 7 maja – Minji, południowokoreańska piosenkarka i autorka tekstów, członiki zespołu NewJeans
- 19 maja – Nastia Krawczenko, białoruska piosenkarka i autorka tekstów
- 10 czerwca – Gayle, właśc. Taylor Gayle Rutherfurd, amerykańska piosenkarka popowa i autorka tekstów
- 11 czerwca – Lay Bankz, amerykańska piosenkarka, raperka, autorka tekstów i tancerka
- 18 czerwca – Waima, właśc. Mateusz Waligóra, polski raper i autor tekstów
- 25 czerwca – Kain Rivers, ukraińsko-rosyjski piosenkarz
- 7 lipca – Sopha Kuper, rosyjska wideoblogerka i piosenkarka
- 2 sierpnia – Ida-Lova, właśc. Ida-Lova Saga Lind, szwedzka piosenkarka i autorka tekstów
- 6 sierpnia – Wisp, właśc. Natalie R. Lu, amerykańska piosenkarka, autorka tekstów i gitarzystka
- 23 sierpnia – Asster, właśc. Wiktor Hermanowski, polski raper i autor tekstów
- 31 sierpnia – Jang Won-young, południowokoreańska piosenkarka i modelka, członkini zespołu Ive
- 18 września – Isabel LaRosa, kubańsko-amerykańska piosenkarka, autorka tekstów i reżyserka teledysków
- 22 września
  - Duda Matte, brazylijska aktorka i piosenkarka
  - Jessie Murph, amerykańska piosenkarka i autorka tekstów
- 6 października – Hanni, wietnamsko-australijska piosenkarka i tancerka, członkini zespołu NewJeans
- 9 października – Theodor Andrei, rumuński piosenkarz
- 21 listopada – Liz, właśc. Kim Ji-won, południowokoreańska piosenkarka i modelka, członkini zespołu Ive
- 7 grudnia – Matthías Davíð Matthíasson, islandzki raper, piosenkarz i autor tekstów, członek duetu Væb
- 13 grudnia
  - Matt Ox, właśc. Matthew Grau, amerykański raper, piosenkarz i autor tekstów
  - Ness, właśc. Vanessa Dulhofer, austriacka piosenkarka i autorka tekstów
- 14 grudnia – Annika Wedderkopp, duńska piosenkarka i aktorka
- 15 grudnia – Quinn, amerykańska piosenkarka, raperka, DJ-ka i producentka muzyczna
- 28 grudnia – Bae, południowokoreańska piosenkarka i tancerka, członkini zespołu Nmixx
- 31 grudnia – Maria Sur, ukraińska piosenkarka

## Zmarli
- 13 stycznia – Phillip Crosby, amerykański piosenkarz i aktor (ur. 1934)
- 17 stycznia – Czesław Niemen, polski piosenkarz, kompozytor, multiinstrumentalista (ur. 1939)
- 5 lutego – Wojciech Seweryn, polski muzyk rockowy, jazzowy, kompozytor i gitarzysta (ur. 1968)
- 24 lutego – Alfred Orda, polski śpiewak operowy (baryton) (ur. 1915)
- 29 lutego – Witold Rudziński, polski kompozytor, historyk muzyki i pedagog (ur. 1913)
- 1 marca – Janina Garścia, polska kompozytorka i pedagog (ur. 1920)
- 4 marca – Jeremi Przybora, polski poeta, autor, pisarz, także aktor (ur. 1915)
- 9 marca – Rust Epique, amerykański gitarzysta (ur. 1968)
- 10 marca – Remigiusz Kossakowski, polski śpiewak (baryton) (ur. 1931)
- 11 marca – Zaki Nassif, libański kompozytor (ur. 1915)
- 15 marca – Marian Frankowski, polski dyrygent, aranżer, kompozytor i działacz muzyczny (ur. 1928)
- 17 marca – J.J. Jackson, amerykański prezenter radiowy i telewizyjny (ur. 1941)
- 24 marca – Hilkka Norkamo, fińska dyrygent chóru, poetka i tłumaczka (ur. 1910)
- 26 marca – Jan Berry, amerykański muzyk rockowy (ur. 1941)
- 30 marca – Maliq Herri, albański śpiewak operowy (tenor) (ur. 1923)
- 4 kwietnia – Nikita Bogosłowski, radziecki kompozytor, dyrygent; Ludowy Artysta ZSRR (ur. 1913)
- 6 kwietnia – Niki Sullivan, amerykański gitarzysta rockowy (ur. 1937)
- 9 kwietnia – Harry Babbitt, amerykański piosenkarz (ur. 1913)
- 10 kwietnia – Jacek Kaczmarski, polski poeta, prozaik, piosenkarz, twórca tekstów piosenek (ur. 1957)
- 14 kwietnia
  - Zolman Cohen, amerykański puzonista (ur. 1924)
  - Jerzy Andrzej Marek, właśc. Andrzej Woźniakowski, polski kompozytor, pianista, dyrygent i aranżer (ur. 1936)
- 15 kwietnia
  - Ray Condo, kanadyjski muzyk, gitarzysta i wokalista, przedstawiciel muzyki rockabilly (ur. 1950)
  - Hans Gmür, szwajcarski dramaturg, reżyser i kompozytor (ur. 1927)
- 17 kwietnia
  - Jiří Císler, czeski aktor, reżyser teatralny i kompozytor (ur. 1928)
  - Joe Kennedy, amerykański skrzypek jazzowy (ur. 1923)
- 20 kwietnia – Lizzy Mercier Descloux, francuska wokalistka punk-rockowa, poetka, malarka, aktorka (ur. 1956)
- 25 kwietnia
  - Zenon Jaruga, polski piosenkarz, spiker i reżyser radiowy (ur. 1912)
  - Carl Melles, austriacki dyrygent pochodzenia węgierskiego (ur. 1926)
  - Claude Williams, amerykański skrzypek jazzowy (ur. 1908)
- 27 kwietnia – Ulrich Stranz, niemiecki kompozytor (ur. 1946)
- 30 kwietnia – Boris Piergamienszczikow, rosyjski wiolonczelista i pedagog (ur. 1948)
- 4 maja – Clement Dodd, jamajski producent muzyki reggae (ur. 1932)
- 5 maja – José Maceda, filipiński pianista, kompozytor, dyrygent i etnomuzykolog (ur. 1917)
- 6 maja – Barney Kessel, amerykański gitarzysta jazzowy (ur. 1923)
- 12 maja – John LaPorta, amerykański klarnecista jazzowy, kompozytor (ur. 1920)
- 15 maja – Marius Constant, francuski kompozytor pochodzenia rumuńskiego (ur. 1925)
- 18 maja – Elvin Jones, amerykański perkusista jazzowy (ur. 1928)
- 24 maja – Ibrahim Tukiçi, albański wokalista i kompozytor (ur. 1926)
- 2 czerwca – Nikołaj Gjaurow, austriacki śpiewak operowy pochodzenia bułgarskiego (bas) (ur. 1929)
- 10 czerwca – Ray Charles, amerykański piosenkarz, muzyk i pianista (ur. 1930)
- 24 czerwca – Trudeliese Schmidt, niemiecka śpiewaczka operowa (mezzosopran) (ur. 1942)
- 13 lipca – Carlos Kleiber, argentyński dyrygent pochodzenia austriackiego; syn Ericha Kleibera (ur. 1930)
- 14 lipca – Bianca Berini, włoska śpiewaczka operowa (mezzosopran dramatyczny) (ur. 1928)
- 21 lipca – Jerry Goldsmith, amerykański kompozytor muzyki filmowej (ur. 1929)
- 22 lipca – Sacha Distel, francuski piosenkarz i gitarzysta (ur. 1933)
- 23 lipca – Serge Reggiani, francuski aktor i piosenkarz, pochodzenia włoskiego (ur. 1922)
- 26 lipca – Na’omi Szemer, izraelska kompozytorka, autorka tekstów i piosenkarka (ur. 1930)
- 28 lipca – Kujtim Laro, albański muzyk, kompozytor, pedagog (ur. 1947)
- 6 sierpnia – Rick James, amerykański muzyk funky, kompozytor, autor tekstów, producent nagrań (ur. 1948)
- 9 sierpnia
  - Bogusław Madey, polski kompozytor współczesnej muzyki poważnej, dyrygent, pianista i pedagog (ur. 1932)
  - David Raksin, amerykański kompozytor muzyki filmowej (ur. 1912)
- 11 sierpnia – Mária Kišonová-Hubová, słowacka śpiewaczka operowa (sopran) (ur. 1915)
- 18 sierpnia
  - Elmer Bernstein, amerykański kompozytor (ur. 1922)
  - Gérard Souzay, właśc. Gérard Marcel Tisserand, francuski śpiewak (baryton) (ur. 1918)
- 26 sierpnia – Laura Branigan, amerykańska piosenkarka popowa (ur. 1952)
- 27 sierpnia – Maciej Próchnicki, polski muzyk rockowy, perkusista (ur. 1961)
- 11 września
  - Juraj Beneš, słowacki kompozytor, pianista (ur. 1940)
  - Fred Ebb, amerykański autor tekstów piosenek (ur. 1933)
- 15 września – Johnny Ramone, amerykański gitarzysta, współzałożyciel zespołu Ramones (ur. 1948)
- 3 października – Tish Daija, albański muzyk i kompozytor (ur. 1926)
- 10 października – Walerian Pawłowski, polski dyrygent, kompozytor (ur. 1920)
- 14 października – Cordell Jackson, amerykańska gitarzystka rock ’n’ roll (ur. 1923)[3]
- 17 października – Uzi Chitman, izraelski piosenkarz i kompozytor (ur. 1952)
- 19 października – Urszula Mitręga, polska pianistka, śpiewaczka oraz pedagog (ur. 1948)
- 23 października – Robert Merrill, amerykański śpiewak operowy (baryton) (ur. 1917)
- 27 października – Claude Helffer, pianista francuski (ur. 1922)
- 12 listopada – Usko Meriläinen, fiński kompozytor i dyrygent (ur. 1930)
- 2 grudnia – Alicia Markova, brytyjska tancerka baletowa (ur. 1910)
- 3 grudnia – Marek Stachowski, polski kompozytor muzyki współczesnej i pedagog (ur. 1936)
- 7 grudnia – Zuzana Navarová, czeska piosenkarka, autorka tekstów, kompozytorka i perkusistka (ur. 1959)
- 8 grudnia – Dimebag Darrell, amerykański gitarzysta Pantera i Damageplan (ur. 1966)
- 11 grudnia – M.S. Subbulakshmi, indyjska śpiewaczka klasyczna (muzyka karnatacka) (ur. 1916)
- 15 grudnia – Sidonie Goossens, brytyjska harfistka (ur. 1899)
- 19 grudnia
  - Dick Heckstall-Smith, angielski saksofonista jazzowy (ur. 1934)
  - Renata Tebaldi, włoska śpiewaczka operowa (sopran) (ur. 1922)
- 24 grudnia – Jan van Vlijmen, holenderski kompozytor (ur. 1935)
- 26 grudnia – Markus Sandlung, szwedzki skrzypek (ur. 1975)
- 27 grudnia
  - Jerzy Pakulski, polski pianista jazzowy, kompozytor, pedagog muzyczny (ur. 1932)
  - Janusz Popławski, polski gitarzysta, kompozytor, aranżer, publicysta i wydawca (ur. 1938)
- 30 grudnia – Artie Shaw, amerykański klarnecista jazzowy, kompozytor, pisarz (ur. 1910)

Data dzienna nieznana
- czerwiec – Thomas Forsberg, szwedzki gitarzysta, wokalista i założyciel grupy Bathory (ur. 1966)

## Debiuty

### Polskie
- Coma – Album Pierwsze wyjście z mroku
- Kombii – Album C.D.
- Monika Brodka – Album Album
- Mandaryna – Album Mandaryna.com
- Sidney Polak – Album Sydney Polak
- Ania Dąbrowska – Album Samotność po zmierzchu

### Zagraniczne
- Maroon 5 – Album Songs About Jane
- Gwen Stefani – Album Love. Angel. Music. Baby.
- Maria Isabel – Album No Me Toques Las Palmas Que Me Conozco
- Kasabian – Album: Kasabian
- JoJo – Album: JoJo

## Albumy

### polskie
- ...jak zwyciężać mamy. Artyści polscy w hołdzie Mazurkowi Dąbrowskiego – różni wykonawcy
- 1981 – TSA
- 2004 – Dżem
- 2004 T.Love Przystanek Woodstock – T.Love
- 6 – Big Day
- 6-ty ostatni przystanek – Ich Troje
- A miało być tak pięknie – Afront
- Abra! – Iwona Węgrowska
- Album – Brodka
- Beretka dla Bejdaka – Stare Dobre Małżeństwo
- The Best – Kocham wolność – Chłopcy z Placu Broni
- The Best – Póki to nie zabronione – Kobranocka
- The Best – Przeżyj to sam – Lombard
- The Best – Życie to teatr – RSC
- Bo taka jest – Renata Dąbkowska
- Bombowe hity czyli the best of 1988–2004 – Big Cyc
- Bucalala! – Stare Dobre Małżeństwo
- Bułgarskie centrum – Pidżama Porno
- C.D. – Kombii
- Czerwony Album – AbradAb
- Czterdziesty pierwszy  – Kazik
- Czuwaj wiaro! – Dzieci z Brodą
- Depresja – De Łindows
- Dwa księżyce – Antonina Krzysztoń
- Epizod II: Wirus – Owal
- E-Quality – East Clubbers
- Femme Fatale – Justyna Steczkowska
- Godzina krzywd – Abaddon
- Gwiazdy XX Wieku: Formacja Nieżywych Schabuff – Formacja Nieżywych Schabuff
- Head Held High – Nyia
- Hellectrify Yourself – Corruption
- Jasna strona – Legendarni Pudelsi 1986–2004 – Püdelsi
- Jest – Budka Suflera
- Nie będziemy tacy ... – Kastracja
- Kto cię obroni Polsko… (EP) – KSU
- Lekcja historii – Defekt Muzgó
- Lekcja historii – Sedes
- Live 15-lecie – Ira
- Mandaryna.com – Mandaryna
- Międzynarodówka – Aurora
- Milkshop – Milkshop
- Muzyka poważna – Pezet/Noon
- Muzyka ulicy muzyka dla mas vol. 1 – album kompilacyjny
- The Negation – Decapitated
- Ogień – Ira
- Parę lat – Cree
- Pierwsza płyta – One Million Bulgarians
- Pierwsze wyjście z mroku – Coma
- Piosenki – Balkan Electrique
- Proceder – TSA
- Prowadź mnie ulico vol. 1 – album kompilacyjny
- Reghina – Closterkeller
- Rock Is Not Enough – Acid Drinkers
- Samotna w wielkim mieście – Kasia Kowalska
- Skalary, mieczyki, neonki – Myslovitz
- Skalpel – Skalpel
- Ten Harlem – Harlem
- Tożsamość – Turbo
- Trójdźwięki – Voo Voo
- Umrzesz niewolnikiem – Gedeon Jerubbaal
- W dzikim kraju – Bielizna
- Watra – Wilki
- Wesele – Tymon & The Transistors
- Winogrono – Atrakcyjny Kazimierz
- Za horyzontem ciszy – Monstrum
- Zmierzch bogów. Pierwszy krok do mentalnej rewolucji – Frontside
- Znaki szczególne – Maanam

### zagraniczne
- Talkie Walkie – Air
- Fate of Norns – Amon Amarth
- Funeral – The Arcade Fire
- The Art Box – Art Bears
- Rejoicing in the Hands – Devendra Banhart
- Lucifer Incestus – Belphegor
- The Last Supper ’95 & Blutsabbath ’97 – Belphegor
- Medúlla – Björk
- The Wretched Spawn – Cannibal Corpse
- Split Personality – Cassidy
- Un – Chumbawamba
- Breakaway – Kelly Clarkson
- Dear Heather – Leonard Cohen
- America’s Sweetheart – Courtney Love
- Sardonic Wrath – Darkthrone
- Scars of the Crucifix – Deicide
- 101 SACD – Depeche Mode
- Remixes 81–04 – Depeche Mode
- A New Day... Live in Las Vegas – Céline Dion
- Miracle – Céline Dion
- Hell and Back – Drag-On
- The Bootleg Series Vol. 6: Bob Dylan Live 1964, Concert at Philharmonic Hall – Bob Dylan
- Hellfire Club – Edguy
- Peachtree Road – Elton John
- Encore – Eminem
- Start from the Dark – Europe
- Anywhere but Home – Evanescence
- Franz Ferdinand – Franz Ferdinand
- The Futureheads – The Futureheads
- Mazarin – Per Gessle
- Thunder Lightning Strike – The Go! Team
- American Idiot – Green Day
- My Story – Ayumi Hamasaki
- Burning Bridges – Haste the Day
- Bedawwar A Albi – Amal Hijazi
- Kiss + Swallow – IAMX
- Soundtrack to Your Escape – In Flames
- The Best of Infa.Red & Cross – Infa.Red & Cross
- Antics – Interpol
- The Ultimate Collection – Michael Jackson
- Kiss of Death – Jadakiss
- AERO – Jean-Michel Jarre
- The Essential – Jean-Michel Jarre
- The Rest Is History – Jin
- Shu Mghaira..! – Najwa Karam
- Kasabian – Kasabian
- Riot on an Empty Street – Kings of Convenience
- Under My Skin – Avril Lavigne
- Colission Course – Linkin Park & Jay-Z
- The Monsterican Dream – Lordi
- Van Lear Rose – Loretta Lynn
- Piracy Funds Terrorism, Vol. 1 – M.I.A. / Diplo
- Madvillainy – Madvillain
- Beautiful Soul – Jesse McCartney
- Songs About Jane – Maroon 5
- Leviathan – Mastodon
- Ultimate Kylie – Kylie Minogue
- So-Called Chaos – Alanis Morissette
- You Are the Quarry – Morrissey
- Three Cheers for Sweet Revenge – My Chemical Romance
- Once – Nightwish
- With the Lights Out – Nirvana
- Greatest Hits (We Will Rock You Edition) wyd. USA – Queen
- Jewels wyd. Japonia – Queen
- Queen on Fire – Live at the Bowl (podwójny album) – Queen
- Queen Jewels wyd. Japonia (DVD z teledyskami) – Queen
- Queen on Fire – Live at the Bowl (podwójne DVD koncertowe) – Queen
- We Are the Champions: Final Live in Japan wyd. Japonia (DVD koncertowe) – Queen
- Reise, Reise – Rammstein
- Showtime – Dizzee Rascal
- Live in Hyde Park – Red Hot Chili Peppers
- Symphony of Enchanted Lands II: The Dark Secret – Rhapsody of Fire
- Scissor Sisters – Scissor Sisters
- Vol. 3: (The Subliminal Verses) – Slipknot
- R&G (Rhythm & Gangsta): The Masterpiece – Snoop Dogg
- Sonic Nurse – Sonic Youth
- Greatest Hits: My Prerogative – Britney Spears
- Love. Angel. Music. Baby. – Gwen Stefani
- Norfolk Coast – The Stranglers
- A Grand Don’t Come for Free – The Streets
- Souls to Deny – Suffocation
- Desperate Youth, Blood Thirsty Babes – TV on the Radio
- How to Dismantle an Atomic Bomb – U2
- Traces of Sadness – Vanilla Ninja
- The College Dropout – Kanye West
- Smile – Brian Wilson
- The Silent Force – Within Temptation
- His Greatest Misses – Robert Wyatt
- The Dirtiest Thirstiest – Yung Wun

## Muzyka poważna
- Oktet wokalny „Octava”

## Musicale

### Polskie
- Romeo i Julia

## Nagrody
- Fryderyki 2004
- Konkurs Piosenki Eurowizji
  - „Wild Dances”, Rusłana
- 7 września – ogłoszenie zwycięzcy nagrody Nationwide Mercury Prize 2004 – grupa Franz Ferdinand za album Franz Ferdinand[4]
- 11 grudnia – Grand Prix Jazz Melomani 2003, Łódź, Polska